# Giardiose des Hundes

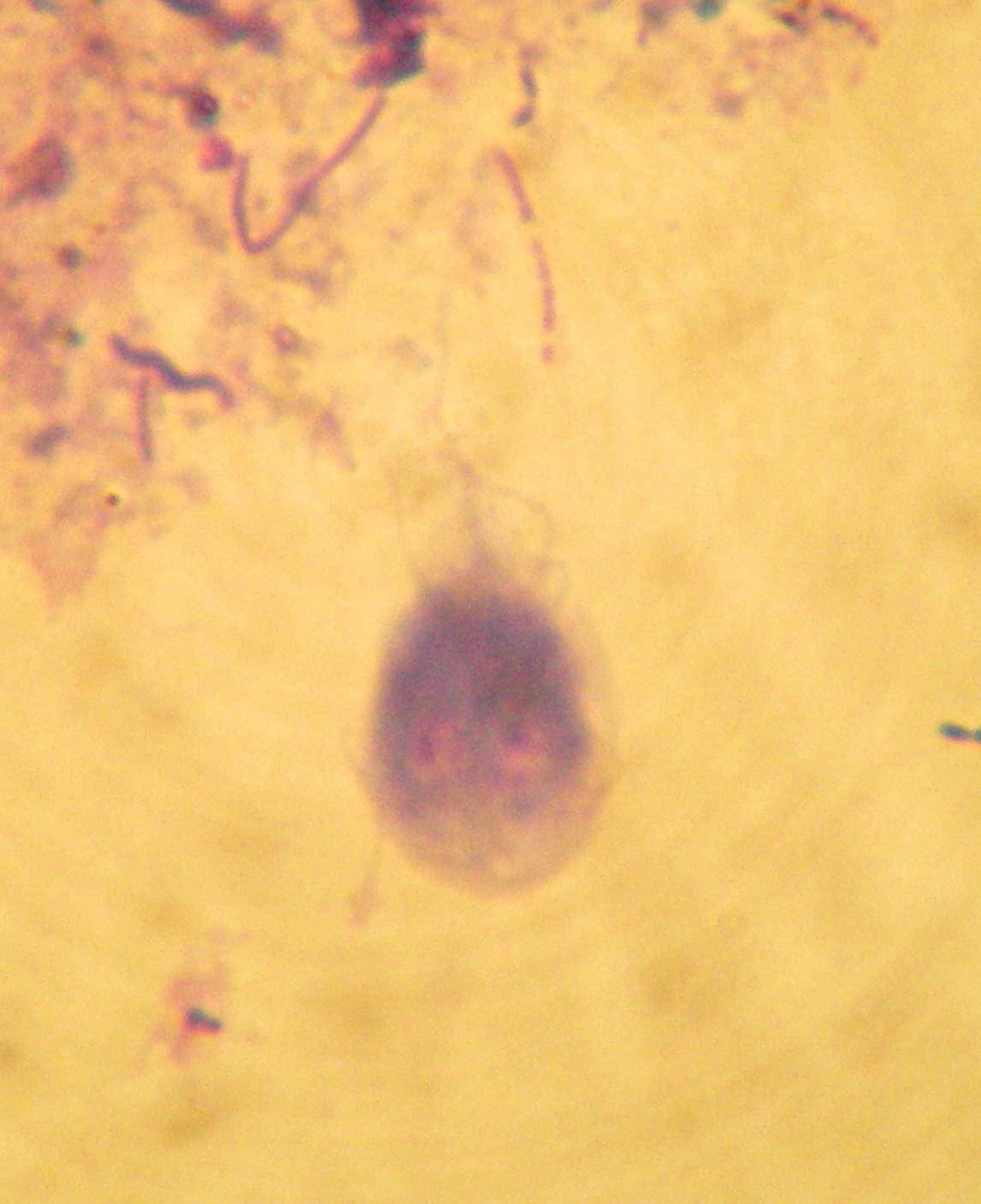
Lichtmikroskopische Aufnahme einer Giardie aus dem Kot eines Hundes

Die Giardiose des Hundes (Syn. Giardiasis, Lambliasis) ist eine durch den Einzeller Giardia intestinalis hervorgerufene häufige Durchfallerkrankung bei Hunden. Beim Hund herrschen die hundespezifischen Genotypen D und C (auch als Assemblage D und C bezeichnet) des Parasiten vor. Ein geringer Teil der Erkrankungen bei Hunden wird jedoch durch den Genotyp A ausgelöst, der auch für die Giardiasis des Menschen verantwortlich ist – diese Erkrankungen sind damit als Zoonose einzustufen. Betroffen sind vor allem Welpen, Junghunde und Hunde in größeren Gruppen wie Zuchten oder Tierheimen. Die Erkrankung zeigt sich in immer wiederkehrenden Durchfällen mit einem gelblichen, dünnbreiigen und faulig stinkenden Kot. Zur Bekämpfung werden gegen Einzeller wirksame Antiparasitika eingesetzt, die medikamentöse Behandlung muss aber durch eine konsequente Umgebungsbehandlung ergänzt werden.

## Ursache und Entstehung

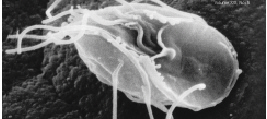
Giardia intestinalis

Die Infektion erfolgt durch Aufnahme von Zysten von Giardia intestinalis (in älterer Literatur wird auch der Hunde-Erreger auch als Giardia canis bezeichnet, dies ist aber mittlerweile obsolet) aus der Umwelt. Der Erreger wird in verschiedene genetische Typen unterteilt, die Assemblages genannt werden. Beim Hund kommen vorwiegend die Assemblages C und D vor. Vermutlich reicht schon die Aufnahme von 10 Zysten aus, um eine Erkrankung auszulösen. Erkrankte Tiere scheiden bis zu 107 Zysten pro Gramm Kot aus. Diese bleiben zum Teil auch in der Analregion im Fell kleben, so dass es auch zu einer ständigen Infektionswiederholung (Reinfektion) des gleichen Tieres beim Belecken kommt.
Die Zysten sind außerordentlich widerstandsfähig gegenüber äußeren Einflüssen. In kaltem Wasser können sie bis zu 3 Monate infektiös bleiben, im Kot etwa eine Woche. Nach Aufnahme über das Maul werden durch die Magensalzsäure ein oder zwei vegetative Formen (Trophozoiten) freigesetzt (exzystiert). Diese heften sich mit ihrer Bauchhaftscheibe an die Darmzellen des Zwölffinger- und vorderen Leerdarms. Trophozoiten, die in das Colon gelangen, bilden sich unter dem Einfluss des leicht alkalischen pH-Werts und der Gallensäuren wieder zu Zysten um (enzystieren). Die Präpatenz – der Zeitraum von der Infektion bis zur ersten Ausscheidung der Zysten – beträgt 4 bis 15 Tage.
Die Anheftung der Trophozoiten in den Mikrovillisaum der Darmzellen führt zur Reizung der Zelloberfläche und löst Störungen der Nährstoffaufnahme im Darm (Malabsorption) aus. Dabei kommt es nicht zu einer direkten mechanischen Schädigung des Darmepithels, sondern zu komplexen Reaktionen. Die Aktivierung von CD8+-T-Lymphozyten führt zu einer Verkürzung der Mikrovilli. Darüber hinaus kommt es zur Verminderung der Aktivität der Zweifachzucker abbauenden Enzyme (Disaccharidasen), zu einer Hyperplasie der Darmkrypten, einer verstärkten Sekretion von Chlorid-Ionen, zu einer Erhöhung der Durchlässigkeit (Permeabilität) der Darmwand durch Aufbrechen der Zellkontakte, zu einer Steigerung des Zelluntergangs und zu einer Schädigung der Darmzellen durch eiweißspaltende Enzyme (Proteasen) und Lektine.
Zur Verbreitung der Erkrankung liegen nur wenig zuverlässige Daten vor. Die Angaben zur Häufigkeit bei Haushunden in aktuellen Studien schwanken zwischen 8 und 20 %, wobei die höheren Befallsraten auf vorselektiertem Material, also Kot von Hunden mit Durchfall, beruhen. Insgesamt scheint die Häufigkeit der Erkrankung in jüngerer Zeit zuzunehmen, was aber unter Umständen nur an den verbesserten Nachweisverfahren (siehe unten) liegt. Eine aktuelle deutsche Studie an Kotproben von 24.677 Hunden zeigte eine Befallshäufigkeit von 18,6 %, womit Giardia intestinalis der mit Abstand häufigste Endoparasit überhaupt war.

## Klinisches Bild
Das klinische Bild variiert in Abhängigkeit vom Infektionsabwehrvermögen des Hundes und der krankheitsauslösenden Wirkung des beteiligten Giardienstamms. Unter Umständen bleibt die Infektion stumm, also ohne sichtbare klinische Symptome.
Erkrankte Hunde zeigen immer wieder auftretende Durchfälle, Fettkot, Malabsorption mit verringerter Gewichtszunahme beziehungsweise Abmagerung sowie Appetitlosigkeit. Der Kot ist zumeist weich und ungeformt, gelblich und faulig oder ranzig riechend. Gelegentlich kann er auch schleimig oder wässrig sein, als Zeichen der Malabsorption mit Gasblasen durchsetzt sein oder auch geringe Blutbeimengungen zeigen.

## Diagnostik

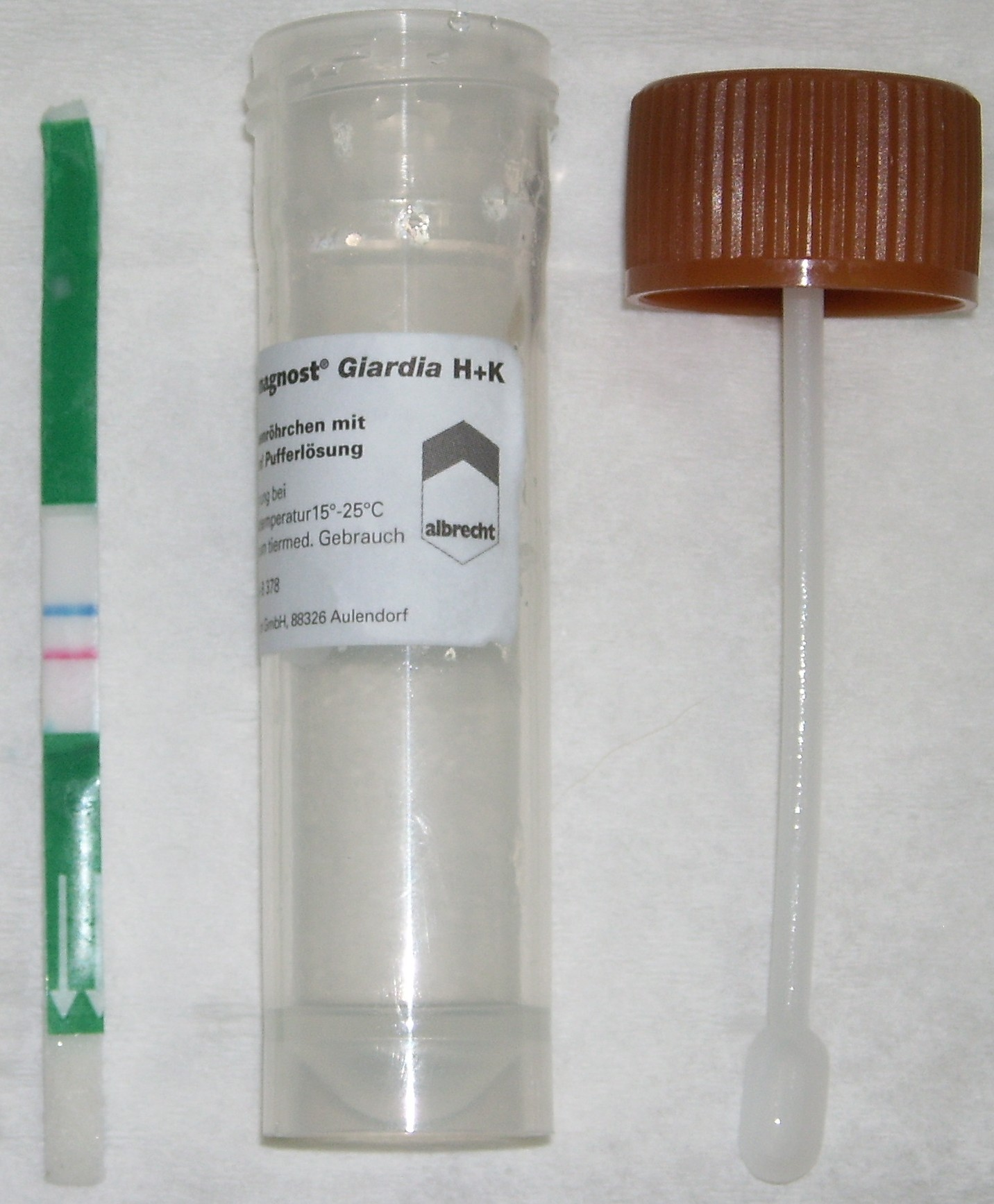
Koproantigentest, links Teststreifen mit positiver roter Bande und blauer Kontrollbande

Der Nachweis der Zysten im Kot mittels Direktausstrich, Flotations- oder MIFC-Verfahren (mittels Merthiolat-Formaldehyd und Lugol-Lösung) ist unsicher. Das liegt zum einen an der zyklischen Ausscheidung und zum anderen daran, dass die Zysten auch übersehen werden können, vor allem die durch das Flotationsverfahren deformierten Exemplare. Zysten sind 8–12 µm lang und 7–10 µm breit, unbeweglich und besitzen zwei bis vier Nuclei. In frischem Durchfallkot können auch Trophozoiten auftreten. Diese sind 12–18 µm lang und 10–12 µm breit, beweglich und besitzen zwei Nuclei und zwei Mediankörper. Der Zusatz von Iod-Lösung zur Anfärbung der Zysten oder Trophozoiten kann deren Nachweis erleichtern.
Modernere Verfahren sind der Koproantigentest, bei dem ein Giardien-spezifisches Antigen (GSA65) nachgewiesen wird, sowie der DNA-Erregernachweis mittels Polymerase-Kettenreaktion. GSA65 ist ein 65 kDa großes Protein, das bei der Zweiteilung der Trophozoiten im Dünndarm freigesetzt und unverändert über den Kot ausgeschieden wird.

## Bekämpfung
Eine Behandlung wird nur bei symptomatischer Infektion empfohlen. Aufgrund des zoonotischen Potentials kann eine Bekämpfung auch erwogen werden, wenn Risikopatienten wie Kleinstkinder oder Menschen mit Immunsuppression engen Kontakt zum Hund haben. Zur Behandlung der Giardiose werden Fenbendazol, Metronidazol oder Febantel eingesetzt, wobei Fenbendazol als Mittel der Wahl gilt, da es zu keiner Schädigung der Darmflora führt. Werden mehrere Tiere gehalten, müssen sie mitbehandelt werden, auch wenn sie keine klinischen Symptome zeigen. Metronidazol hat auch einen Effekt auf die bakterielle Darmflora, so dass auch eine Kombination mit Fenbendazol sinnvoll sein kann. Aufgrund des schädigenden Einflusses auf die Darmflora und den potentiell neurologischen Nebenwirkungen bereits im oberen Dosisbereich sollte Metronidazol nur mit Vorsicht eingesetzt werden. Febentel ist insbesondere in Kombination mit Pyrantel und Praziquantel wirksam, diese Kombination ist aber in der EU nicht zur Behandlung der Giardose zugelassen. Bei Therapieversagern können auch Albendazol (allerdings ist dieser Wirkstoff für Hunde potentiell knochenmarksschädigend) oder Carnidazol eingesetzt werden. Führt die Behandlung nicht zu einem Nachlassen des Durchfalls, sind diätetistische Maßnahmen wie die Fütterung einer Monoprotein-Diät oder eines hydrolysierten Proteins sowie die Gabe von Prä- und Probiotika empfehlenswert, da dieser unter Umständen nicht mehr auf den Erreger, sondern durch eine chronisch-entzündliche Darmerkrankung aufrechterhalten wird.
Wichtig ist die konsequente Umgebungsbehandlung und Verhinderung der Umweltkontamination, um Reinfektionen oder Infektionen anderer Tiere oder des Menschen zu verhindern. Der Kot sollte täglich entfernt und in Plastiktüten über den Hausmüll entsorgt werden. Da der Giardiengenotyp A auch für den Menschen krankheitsauslösend ist, sollten infizierte Hunde von Spielplätzen und Sandkästen ferngehalten werden, eine Maßnahme, die auch zum Schutz von Kindern vor Hundespul- und Bandwürmern eigentlich selbstverständlich sein sollte.
Auslaufflächen werden mit einem Dampfstrahler mit über 60 °C gereinigt und anschließend abtrocknen gelassen, feuchte Areale sollten trockengelegt werden. Gegenstände wie Spielzeug, Futter- und Trinknäpfe müssen täglich mit kochendem Wasser übergossen und anschließend gründlich abgetrocknet, Liegedecken so heiß wie möglich gewaschen werden. Zur Desinfektion eignen sich quartäre Ammoniumverbindungen. Wenn möglich, sollten Futter- und Trinkgefäße vor Fliegen geschützt werden, da diese Giardien weiterverbreiten können. Zudem sollte das Fell befallener Hunde zu Beginn täglich shampooniert werden um die Zahl anhaftender Zysten zu reduzieren.
In den USA ist ein Impfstoff gegen die Giardiose verfügbar (GiardiaVax®).
Die Behandlung von Giardieninfektionen kann frustrierend sein. Ob Therapieversager durch ein Nichtansprechen auf die Wirkstoffe oder durch ständige Reinfektionen entstehen, lässt sich im Einzelfall kaum abklären.

## Zoonotische Bedeutung
Die Giardiose des Hundes wird von der WHO als Zoonose eingestuft. Wie groß die Ansteckungsgefahr für den Menschen ist, ist jedoch nicht eindeutig geklärt. Nur bei etwa 2–7 % der Giardien-positiven Hunde wurde die Assemblage A nachgewiesen, die auch beim Menschen auftritt. Die übrigen Infektionen gehen auf die hundetypischen und nicht auf den Menschen übertragbaren Assemblage D und C zurück. Man geht davon aus, dass die tierartspezifischen Genotypen die zoonotischen unspezifischen unterdrücken („Konkurrenz-Ausschluss-Prinzip“), so dass der Genotyp A in der Regel nur vorübergehend bei Hunden auftritt.